# لويس-فيليب-أنطوان بيلانجر
لويس-فيليب-أنطوان بيلانجر هو سياسي كندي، ولد في 17 أبريل 1907 في Saint-Damase-de-L'Islet ‏ في كندا، وتوفي في 14 يونيو 1989. نشط حزبياً في Social Credit Party of Canada ‏. وقد انتخب عمدة وانتخب عضو مجلس العموم الكندي.